# Óscar Arias
Óscar Arias Sánchez, kostariški politik, nobelovec, * 13. september 1940, Heredia, Kostarika.
Bil je predsednik Kostarike med leti 1986-1990 in 2006-2010. Prejel je Nobelovo nagrado za mir leta 1987 za njegova prizadevanja za konec Centralnoameriške krize.
V letu 2003 je bil izvoljen v Odbor direktorjev sklada za žrtve kaznivih dejanj v okviru Mednarodnega kazenskega sodišča.

## Zgodnje življenje
Arij je bil rojen v zgornji razred družine v provinci Heredia. Po neuspešnem študiju medicine se je vrnil domov in dokončal študij prava in ekonomije v Kostariki. Študij je nato nadaljeval tudi v Londonu in prejel doktorski naziv političnih ved v naslednjih 7 letih.

## Prvo predsedstvo
Arias se prične močno ukvarjati s politiko po kandidaturi za predsednika narodnoosvobodilne stranka PLN. Stranka ob prihodu na oblast poskuša predvsem spremeniti sicer zelo izvozno kmetijstvo poljščin v dejavnosti turizma in drugačnih manj običajnih rastlin in okrasnih izdelkov. 
Arias je prejel leta 1987 Nobelovo nagrado za mir za pomiritev razmer v sosednjih državah s podpisom sporazuma Esquipulas II. To je bil načrt namenjen spodbujanju demokracije in miru v Centralni Ameriki v času nemirov, ki so prinesli gverilske boje, protivladne proteste in so imeli tudi močne elemente hladnovojne dinamike. Z nemiri je bila tako močno prizadeta Gvatemala, El Salvador, Nikaragva, Honduras, Panama. Arias je ponudil odprtje regionalnega parlamenta, večje gospodarsko sodelovanje in zmanjšanje vpliva vojske na območje, kjer je bila močna prisotnost vojske. Večina vojnih zapletov se je končala v desetletju (Gvatemalska državljanska vojna se je končno končala leta 1996).
Četudi je Arias podpiral Parlamento Centroamericano. Kostarika ni bila vključena v njegovo delovanje. Prizadeval pa si je za dvig šolskega znanja in ponovno uvedbo standardnih testov ob koncu osnovnošolskega in srednješolskega šolanja.

## Drugo predsedstvo
Arias je objavil v letu 2004, po vidnem prizadevanju njegovih podpornikov, da se spremeni ustava in dovoli ponovno kandidiranje starih predsednikov aprila 2003, da namerava vložiti kandidaturo za predsednika Kostarike v letu 2006. V tem obdobju je veljal za edinega preostalega predsednika Kostarike, ki ni bil v zaporu, pod obtožbo ali preiskavo. Volitve so bile leta 2006 tesne in le stežka mu je uspelo biti izvoljen v prvem krogu. Predvolilni boj je bil oster in zahteven.
Njegov drug mandat je bil zaznamovan z vnovičnim prizadevanjem za opiranje regije na gospodarstvo in ne na vojno prisotnost. Zavzemal se je za pomiritev večletne ustavne krize v Hondurasu in se zapletel v težavne odnose med Kitajsko in Tajvanom in zato moral odpovedati sicer napovedan obisk nobelovca Dalajlame v Kostariko.
Ob koncu mandata je bil deležen mnogih kritik zaradi nedokončanih projektov.